# Turkiet i olympiska sommarspelen 1992
Turkiet deltog i de olympiska sommarspelen 1992, och totalt blev det sex medaljer.

## Medaljer

### Guld
- Naim Süleymanoğlu - Tyngdlyftning, 60 kg
- Mehmet Akif Pirim - Brottning, grekisk-romersk, fjädervikt

### Silver
- Hakkı Başar - Brottning, grekisk-romersk, lätt tungvikt
- Kenan Şimşek - Brottning, fristil, lätt tungvikt

### Brons
- Hülya Şenyurt - Judo, extra lättvikt
- Ali Kayalı - Brottning, fristil, tungvikt

## Boxning
- Mehmet Gürgen

## Brottning
Fristil
- Ahmet Orel (– 52 kg)
- Remzi Musaoğlu (– 57 kg)
- Ismail Faikoğlu (– 62 kg)
- Fatih Özbaş (– 68 kg)
- Selahattin Yiğit (– 74 kg)
- Sebahattin Öztürk (– 82 kg)
- Kenana Şimşek (– 90 kg)
- Ali Kayali (– 100 kg)
- Mahmut Demir (– 130 kg)

Grekisk-romersk stil
- Ömer Elmas (– 48 kg)
- Remzi Öztürk (– 52 kg)
- Ergüder Bekişdamat (– 57 kg)
- Mehmet Akif Pirim (– 62 kg)
- Erhan Balci (– 74 kg)
- Hakkı Başar (– 90 kg)

## Bågskytte
Damernas individuella
- Natalia Nasaridze — Åttondelsfinal, 15:e plats (1-1)
- Zehra Oktem — Sextondelsfinal, 30:e plats (0-1)
- Elif Eksi — Rankningsrunda, 39:e plats (0-0)

Herrarnas individuella
- Kerem Ersu — Rankningsrunda, 46:e plats (0-0)
- Vedat Erbay — Rankningsrunda, 50:e plats (0-0)
- Ozcan Ediz — Rankningsrunda, 59:e plats (0-0)

Damernas lagtävling
- Nasaridze, Oktem och Eksi — Kvartsfinal, 6:e plats (1-1)

Herrarnas lagtävling
- Ersu, Erbay och Ediz — Rankningsrunda, 18:e plats

## Friidrott
- Zeki Öztürk
- Alper Kasapoğlu

## Judo
Herrar
- Haldun Efemgül (– 69 kg)
- Alpaslan Ayan (– 71 kg)

Damer
- Hülya Şenyurt (– 48 kg)
- Derya Çalışkan (– 52 kg)

## Segling
Herrarnas lechner
- Kutlu Torunlar
  - Slutligt resultat — 310,0 poäng (→ 32:a plats)